# IBSA-Weltmeisterschaften
Die IBSA-Weltmeisterschaften (engl.: IBSA World Games oder IBSA World Championships and Games) sind eine internationale Multisportveranstaltung, die alle vier Jahre stattfindet und von der International Blind Sports Federation (IBSA) (Internationaler Blindensportverband) organisiert wird. Die Wettkämpfe bieten blinden und sehbehinderten Menschen die Möglichkeit, sich in zahlreichen Sportarten zu messen, wie etwa Blindenfußball, Bowling, Gewichtheben, Goalball, Judo, Leichtathletik, Schach, Schwimmen, Tandemrennen und Tischball. Sie wurden erstmals 1998 in Madrid ausgetragen.
Die Wettbewerbe sind bei einigen Sportarten Teil des Qualifizierungsprozesses für die Paralympischen Spiele.

## IBSA-Weltmeisterschaften / IBSA World Games
| Nr. | Jahr | Datum                | Ort        |
| --- | ---- | -------------------- | ---------- |
| 1.  | 1998 | 18.–26. Juli         | Madrid     |
| 2.  | 2003 | 5.–10. August        | Québec     |
| 3.  | 2007 | 28. Juli – 8. August | São Paulo  |
| 4.  | 2011 | 1.–10. April         | Antalya    |
| 5.  | 2015 | 8.–18. Mai           | Seoul      |
| --  | 2019 | 29. Juni – 7. Juli   | abgesagt   |
| 6.  | 2023 | 15. – 25. August     | Birmingham |